# Grzegorz Chodkiewicz (trener koszykówki)
Grzegorz Chodkiewicz (ur. 27 marca 1956) – polski trener koszykówki, ekspert i komentator telewizyjny.
Jego synowie Marcin i Adam są koszykarzami.
5 września 2012 został trenerem Wschowsko Sławskiego Towarzystwa Koszykówki.
4 stycznia 2014 objął stanowisko trenerskie w zespole Basketu Piła.

## Osiągnięcia

### Trenerskie
Drużynowe
- Awans do:
  - najwyższej klasy rozgrywkowej (1994, 1996)
  - I ligi męskiej (2002)

Indywidualne
- Trener roku:
  - I ligi polskiej mężczyzn (2005)[5]
  - województwa lubuskiego (2004)
- Asystent trenera Północy, podczas meczu gwiazd I ligi (2007)
- Złota Honorowa Odznaka PZKosz
- Odznaka Ministra Sportu i Turystyki „Za Zasługi Dla Sportu”
- Brązowy Medal PKOL „Za Zasługi Dla Polskiego Ruchu Olimpijskiego”
- Medal 60-Lecia LZKosz za zasługi dla koszykówki lubuskiej
- Nagroda Rektorskie PWSZ (2009, 2011)

### Zawodnicze
Reprezentacja
- Wicemistrz Europy w maxikoszykówce, w kategorii +55 (2014)[6]